# Trung Hà, Tuyên Quang
Trung Hà là một xã thuộc tỉnh Tuyên Quang, Việt Nam.
Xã có diện tích 102,7 km², dân số năm 1999 là 5295295, mật độ dân số đạt 52 người/km².